# Mistwalker
Mistwalker (ミストウォーカー Misuto wōkā?) es un estudio diseñador de videojuegos japonés fundado por Hironobu Sakaguchi, creador de la popular serie Final Fantasy, en el 2004. El logo y el nombre fueron registrados en el año 2001. 
Sakaguchi asumió el rol de presidente en el nuevo estudio, y Kensuke Tanaka, creador del sistema PlayOnline, es el vicepresidente. También, se ha confirmado que Yoshitaka Amano, diseñador de personajes de Final Fantasy, Nobuo Uematsu, compositor de Final Fantasy, y Takehiko Inoue, popular artista manga, trabajaran en la nueva empresa.
En agosto del 2004, se anunció que Mistwalker había empezado a trabajar en tres nuevos RPG. Uno de ello es J-RPG para Nintendo DS titulado ASH: Archaic Sealed Heat. Los otros dos títulos, Blue Dragon y Lost Odyssey, han sido confirmados exclusivos para la consola Xbox 360 de Microsoft.
Mistwalker es de alguna forma, única entre las empresas diseñadoras porque dejan la tarea de codificación a otras empresas (incluidas Artoon, y Feelplus y PlatinumGames), prefiriendo enfatizar su trabajo en desarrollar la parte que refiere al diseño del juego.
Mientras que los juegos de Mistwalker para Xbox 360 han sido públicamente detallados después de su anuncio en el 2004, su antes anunciado juego para Nintendo DS no mostró detalles hasta octubre del 2005 cuando anunciaron que el juego se llamaría ASH: Archaic Sealed Heat y contara con gráficos prerenderizados.

## Juegos

### Nintendo DS
- ASH: Archaic Sealed Heat (2007): TRPG japonés co-desarrollado con Racjin.
- AWAY Shuffle Dungeon (2008): ARPG japonés co-desarrollado con Artoon[3]

- Blue Dragon Plus (2008): J-RPG co-desarrollado con Feelplus y Brownie Brown

- Blue Dragon: Awakened Shadow (2009/2010): J-RPG co-desarrollado con Tri-Crescendo y Bird Studios

### Xbox 360
- Blue Dragon (7 de diciembre de 2006 (Japón), septiembre de 2007 (U.S.A. y Europa)): J-RPG co-desarrollado con Artoon
- Lost Odyssey (29 de febrero de 2008): J-RPG co-desarrollado con Feelplus

### Wii
- The Last Story (27 de enero de 2011 en Japón) es un ARPG japonés que desarrolla junto con AQ Interactive

### plataformasAndroideiOS
- Party Wave (julio de 2012): videojuego de surf[4]

- Blade Guardian (1 de octubre de 2012): videojuego de defensa de torres[5][a]

- Terra Battle (9 de octubre de 2014): J-RPG codesarrollado con Arzest[6]

- Terra battle 2 (2017): J-RPG codesarrollado con Silicon Studio

- Terra Wars (2019): J-RPG codesarrollado con Arzest[6]

- Fantasian (2 de abril de 2021): J-RPG codesarrollado con Arzest[6][b]

### Cancelados
- Cry On (Xbox360): J-RPG que iba a ser co-desarrollado con Cavia